# Convenção de Kutahya
A Convenção de Kutahya, também conhecida como o Acordo de Paz de Kutahya, terminou a Primeira Guerra egípcio-otomana em maio de 1833.

## Resumo
Muhammad Ali do Egito, aparentemente apenas um estado vassalo do Império Otomano, tinha levado os seus militares recém-reformados a uma guerra contra o sultão otomano Mamude II no final de 1831, visando aumentar seu poder pessoal e ganhar controle sobre a Palestina, Síria e Arábia. Ele tinha facilmente forças removido as forças otomanas e ameaçava Constantinopla. Enquanto a Grã-Bretanha e a França foram simpáticas a Maomé Ali, Nicolau I da Rússia enviou o exército russo para ajudar os turcos. Esta intervenção provocou a conferência pela paz em maio de 1833, que deixou Muhammad Ali no controle da Síria e da Arábia.[carece de fontes?]